# Van Velraedt genaamd Meuter
Van Velraedt genaamd Meuter, ook Von Velrath genannt Meuter, spellingsvarianten: Velraet, Velraidt, Velroide, Velrod was een familie uit Limburg (in Gronsveld en Midden-Limburg), Heinsberg (in het land van Gulik) en de omgeving Aken die in de 16e en 17e eeuw werd vermeld.
De Swalmer burgerfamilie Meuter zou van deze familie afstammen. 

## Nederlandse vermeldingen

### Henrick
- 1609: Joncker Heinrich van Velraed genaamd Meuter wordt na de oprichting van de schepenbank van Oost als eerste Schout benoemd.
- 1613: Rentmeester Hendrik van Velraet genaamd Meuter (Archief Graafschap Gronsveld en heerlijkheid Slenaken.)
- 1614 Henrich van Velrad genaamd Meuter, drossaard van Gronsveld.
- 1624: Overleden te Breust: Jonker Henrick van Velraet genaamd Meuter, schout te Oost en schepen te Breust, echtgenoot van Isabella van den Broeck, overl. te Gronsveld 1604.

### Johan
- 1616: Johan van Velraedt, genaamd Meuter, en Clara Margaretha van Palandt, leenheren van het huis Maasbree. (Archief van het klooster Mariaweide te Venlo)
- 1627: Johan Velraedt genaamd Meuter wordt als hulder van Margaretha Hundt, weduwe Holtmoelen, beleend met de heerlijkheid Tegelen, de hof genaamd to Puteyck (= de Putting te Kessel) en het Alde Huys to Zwalmen (= de Naborch te Swalmen). (Hof van Gelder te Roermond)
- 1631: Johan Velraedt genaamd Meuter, echtgenoot van Clara Margaretha van Palland. (Hof van Gelder, Archief Klooster Elisabethsdal te Nunhem)
- 1631-1636: Johan Velraedt genaamd Meuther en zijn schoonzoon Johan Praijon. (Hof van Gelder, Archief Klooster St.-Elisabethsdal te Nunhem)

## Duitse vermeldingen
- 1527 Johann van Velraedt genaamd Mutter wordt genoemd als leenman van het huis Heinsberg. (Huisarchief Almelo)
- 1538 en 1544: Heinrich von Beeck, gehuwd met Anna von Velrath gt. Meuter, wordt met de Hof tot Broken beleend
- 1558-1564: Ida, weduwe van Konrad (Kuno) von Vellrath (Vellrodt) gen. Meuter, voogd van Brüggen, wonende te Dülken, procedeert, en vanaf 1561 ook haar zoon, Tilman von Vellrath gen. Meuter, Amtmann van Dalenbroek
- 1566: Tilman van Velraidt genaamd Meuter. (Archief familie Holtmeulen)
- 1585 Tilman von Velrath (Velrod, Velraidt) gen. Meuter, gerechtsvoogd te Heinsberg overleden, weduwe: Gertrud Steingens, minderjarige kinderen onder meer Konrad, Johannes, Wilhelm
- 1570: Johann Meuter, leenman van Heinsberg
- Barones Elise von Velrath-Meuter (1569-1596), echtgenote van Graaf Adam von Hatzfeld, geb. 1562. Kinderen: Graaf Johann von Hatzfeld, geb. 1591 en Prinses Maria von Hatzfeld, geb. 1595.
- Lambert von Velrath genannt Meuter, Kaiserl. Generalfeldwachtmeister in de 30-jarige oorlog.
- 1634 Wirich Meuter overlijdt, zijn broeder Heinrich Velrath (Velleradt, Vellradt) gen. Meuter maakt aanspraak op erfenis Dahlen (mogelijk Dalheim (Hgm. Gulik, ambt Wassenberg, kr. Erkelenz).
- 1657: Johann Peter von Velrath huwt te Aken met Gertrud von Stroyff. Zoons: Hernann Wilhelm, geb. 1665 te Aken en Stefan, geb. 1672 te Aken.